# Пехлеви, Лейла
Принцесса Лейла Пехлеви (перс. لیلا پهلوی‎;  27 марта 1970, Тегеран, Иран — 10 июня 2001, Лондон, Великобритания) — младшая дочь шаха Ирана Мохаммеда Реза Пехлеви и его третьей жены Фарах Пехлеви.

## Ранняя жизнь
Лейла родилась 27 марта 1970 в Тегеране. Она была четвёртым ребёнком Шаха и Императрицы.

## В изгнании
Ей было 8 лет, когда её семья должна была отправиться в изгнание в результате Иранской революции. После смерти её отца в Египте из-за лимфомы в 1980, семья поселилась в США. Закончив дневную школу округа Рай в 1988, она посещала школу в Массачусетсе до 1992, после чего поступила в Брауновский университет.
Лейла никогда не была замужем, она тратила большую часть времени на поездки из Гринвича, Коннектикут, в Париж, где живёт её мать. Будучи моделью для Валентино, она страдала от нервной анорексии, хронической низкой самооценки, тяжёлой депрессии и синдрома хронической усталости. Очень много времени проводила на лечении в больницах США и Великобритании. Принцесса также часто бывала в гостинице Леонард в Лондоне, платя £450 за ночь за свой любимый номер. Менеджер отеля, Ангела Стоппани, в газете The Daily Telegraph сообщала, что принцесса приходила в отель «расслабляться».

## Смерть
В воскресенье, 10 июня 2001 года, около 19:30, Лейла была найдена мёртвой в своей комнате в гостинице Леонард доктором. Она приняла дозу секобарбитала, барбитурата, который используется для лечения бессонницы, более чем в 5 раз превышающую смертельную, и несмертельную дозу кокаина. Находилась в кровати, её тело было истощено анорексией и булимией. В соответствии с отчетом о её смерти, который включал информацию об аутопсии, проведённой Westminster Coroner's Court, она украла секобарбитал с докторского стола во время встречи и была склонна к употреблению наркотиков, обычно принимая 40 таблеток за раз, вместо двух предписанных.
17 июня 2001 года она была погребена возле бабушки по материнской линии, Фариде Готби Диба, на кладбище Пасси, Париж, Франция. Во время похорон присутствовала её мать, шахбану Фарах, а также члены бывшего французского королевского семейства и Федерик Миттерран, племянник бывшего французского президента Франсуа Миттеррана.
4 января 2011 года её брат Али-Реза Пехлеви был найден мёртвым в Бостоне, Массачусетс. Причина — самоубийство.

## В музыке
В 2010 году вышел альбом французской певицы Милен Фармер, в состав которого вошла одноимённая песня, посвящённая принцессе Лейле Пехлеви Leila, на написание которой певицу вдохновило знакомство с её матерью.